# 丁林昂
丁林昂是緬甸的政治人物、社會運動者與電腦技術人員，現為反軍事政變的緬甸國家團結政府通訊、資訊與科技部長。

## 生平
丁林昂出生於缅甸伊洛瓦底省央東，於美國馬里蘭大學學院市分校獲電腦網路與安全科學的學士學位。
1996年與1998年丁林昂在仰光理工大學參與學生運動，2000年因領導卑謬理工大學的學生運動而被判刑7年，出獄後在仰光創辦英語學校與電腦網路學校，免費為學生與社運人士提供教學，並參與反軍政府的番红花革命，同年獲美國國務院国际访问者领导力计划（International Visitor Leadership Program）邀請赴美，2008年移居美國。
2021年緬甸軍事政變後，丁林昂於2月22日被任命為反政變的缅甸联邦议会代表委员会國際代表，4月緬甸國家團結政府成立，6月5日獲提名擔任該政府的通訊、資訊與科技部長。